# David Gordon Green
David Gordon Green (Little Rock, Arkansas, 9 de abril de 1975) es un director de cine estadounidense. Ha dirigido obras de teatro como All the Real Girls y Snow Angels, así como el thriller Undertow, legado de violencia, todos los cuales escribió o coescribió. Desde 2008, también ha hecho la transición a la comedia, la dirección de las películas Pineapple Express y Your Highness, así como episodios de la HBO comedia Eastbound & Down.

## Antecedentes
Green, uno de cuatro hermanos, nació en Little Rock, Arkansas, y creció en Richardson, Texas. Estudió secundaria en el Richardson High School y acto seguido estudió dirección cinematográfica en la North Carolina Arts School. Actualmente vive en Nueva Orleans.

## Carrera
Las películas de Green, que suelen versar sobre lo que significa crecer en pequeñas poblaciones rurales, han sido consideradas como inscritas en la tradición del gótico sureño. Mientras estaba en la universidad rodó dos cortometrajes, Pleasant Grove y Physical Pinball, en la North Carolina Arts School antes de debutar en el cine en 2000 con George Washington, escrita y dirigida por él y aclamada por la crítica. Siguió en 2003 con All the Real Girls y Undertow, legado de violencia en 2004. En 2007, dirigió Snow Angels, su primera película con guion de otro autor, una adaptación de la novela de Stewart O'Nan protagonizada por Sam Rockwell y Kate Beckinsale. La película se estrenó en Sundance en enero de 2007, y fue distribuida por Warner Independent Pictures.
Green tenía la intención de dirigir la versión cinematográfica de la novela de John Kennedy Toole A Confederacy of Dunces, pero la producción  nunca llegó a iniciarse debido a las dificultades que surgieron a la hora de adquirir los derechos. En marzo de 2007 se informó que Warner Independent Pictures había firmado un acuerdo con Green para escribir y dirigir una adaptación cinematográfica del libro de John Grisham The Innocent Man. Posteriormente reorientó su obra hacia un público más amplio con la comedia Pineapple Express, con Seth Rogen, y la serie de HBO Eastbound & Down, para la que dirigió doce episodios además de actuar como asesor de producción. Él producirá los Slasher Flick Splatter Sisters, protagonizada por Evan Rachel Wood y Marilyn Manson. También se anunció que dirigiría un remake de Suspiria, el clásico de culto del terror italiano. Fue el creador de la serie animada Good Vibes. Dirigió la comedia The Sitter, estrenada en diciembre de 2011; y en 2013 también dirigió y coescribió, Prince Avalanche, que recibió elogios de la crítica.
En 2018 Green dirigió la secuela de terror Halloween (2018), producida por Jason Blum, producida por John Carpenter y coescrita por Green y Danny McBride.

## Influencias
Las películas favoritas de Green son Thunderbolt and Lightfoot, 2001: A Space Odissey, The Gravy Train, Bad News Bears, Deliverance, Nashville y One Flew Over the Cuckoo's Nest.
Se ha sugerido, incluso por el propio director, que las películas de Green toman mucho de la influencia de las obras del texano Terrence Malick, quien fue productor ejecutivo de la película de Green Undertow, legado de violencia (2004). Green ha sugerido que ningún otro director había usado la voz en off tan bien, citando clásicos como  la película de Malick Days of Heaven (1978) como la principal fuente de inspiración para Undertow, legado de violencia.
En 2006 Green fue el invitado la noche de apertura del Festival de CineYouth - un festival de cine que celebra la obra de los cineastas jóvenes y presentada por Cine / Chicago también la organización detrás de la presentación del Festival Internacional de Cine de Chicago.

## Filmografía
| Año  | Película                      | Director | Productor | Escritor |
| ---- | ----------------------------- | -------- | --------- | -------- |
| 1997 | Pleasant Grove                | Sí       | No        | Sí       |
| 1998 | Physical Pinball              | Sí       | No        | Sí       |
| 2000 | George Washington             | Sí       | Sí        | Sí       |
| 2003 | All the Real Girls            | Sí       | No        | Sí       |
| 2004 | Undertow, legado de violencia | Sí       | No        | Sí       |
| 2007 | Snow Angels                   | Sí       | No        | Sí       |
| 2007 | Shotgun Stories               | No       | Sí        | No       |
| 2007 | Great World of Sound          | No       | Sí        | No       |
| 2008 | Pineapple Express             | Sí       | No        | No       |
| 2008 | Eastbound & Down              | Sí       | Sí        | No       |
| 2011 | Your Highness                 | Sí       | No        | No       |
| 2011 | The Sitter                    | Sí       | No        | No       |
| 2011 | The Catechism Cataclysm       | No       | Sí        | No       |
| 2012 | See Girl Run                  | No       | Sí        | No       |
| 2012 | Compliance                    | No       | Sí        | No       |
| 2012 | Nature Calls                  | No       | Sí        | No       |
| 2013 | Prince Avalanche              | Sí       | No        | Sí       |
| 2013 | Joe                           | Sí       | No        | No       |
| 2014 | Manglehorn                    | Sí       | Sí        | No       |
| 2015 | Our Brand Is Crisis           | Sí       | No        | No       |
| 2015 | Hot Sugar's Cold World        | No       | Sí        | No       |
| 2016 | Goat                          | No       | No        | Sí       |
| 2017 | Stronger                      | Sí       | No        | No       |
| 2018 | Halloween                     | Sí       | No        | Sí       |
| 2021 | Halloween Kills               | Sí       | No        | Sí       |
| 2022 | Halloween Ends                | Sí       | No        | Sí       |
| 2023 | The Exorcist: Believer        | Sí       | No        | Sí       |

## Premios y distinciones
Festival Internacional de Cine de Venecia
| Año  | Categoría                                 | Película | Resultado |
| ---- | ----------------------------------------- | -------- | --------- |
| 2013 | Premio Christopher D. Smithers Foundation | Joe      | Ganador   |